# Mari (Paraíba)
Mari é um município brasileiro do estado da Paraíba, localizado na Região Geográfica Imediata de João Pessoa.

## Etimologia
O topônimo Mari é de origem indígena e provém do termo umari, que por sua vez é uma corruptela de u-mbari, que significa “água do marizeiro” (em referência a essa árvore espinhosa que cresce em alagados e da qual se comem suas amêndoas cozidas).

## História
A fundação de Mari, antiga Araçá, data de 1875, com a construção da rede ferroviária a mando do Imperador Dom Pedro II, inaugurada em 7 de setembro de 1883.  A ferrovia vinha desde o Rio de Janeiro e se estendia até Natal, no Rio Grande do Norte, destinada ao transporte de matérias primas como a cana-de-açúcar, principalmente.
Em 28 de outubro de 1915 passa a fazer parte do município de Sapé e em 2 de março de 1932 foi elevada a categoria de vila, estando ainda atrelada ao município de Sapé. Em 19 de setembro de 1958, o governador Pedro Moreno Gondim eleva a categoria de cidade pelo decreto de Lei nº1862/1958.
Depois da emancipação política, o município viveu outros ares, e sua economia girando em torno principalmente da agricultura do abacaxi, do inhame e de grãos, sendo atualmente o líder paraibano na produção da mandioca com boa parte de sua terras agricultáveis sendo usadas no cultivo dessa raiz.

## Geografia
De acordo com o IBGE (Instituto Brasileiro de Geografia e Estatística), no ano de 2006 sua população era estimada em 20.634 habitantes. Área territorial de 155 km².
O clima é tropical chuvoso com verão seco. O período chuvoso começa em fevereiro e termina em outubro. A precipitação média anual é de 1.634.2 mm.